# 夏!デパート物語
『夏!デパート物語』（なつ・デパートものがたり）はTBS系列で1995年7月4日～9月19日に放送されたテレビドラマ。2014年現在、TBS系列火曜21時枠で放送された最後のドラマ作品である。
撮影場所である店舗は、『デパート!夏物語』『デパート!秋物語』と同様、相模大野駅前にある伊勢丹相模原店で行われた。

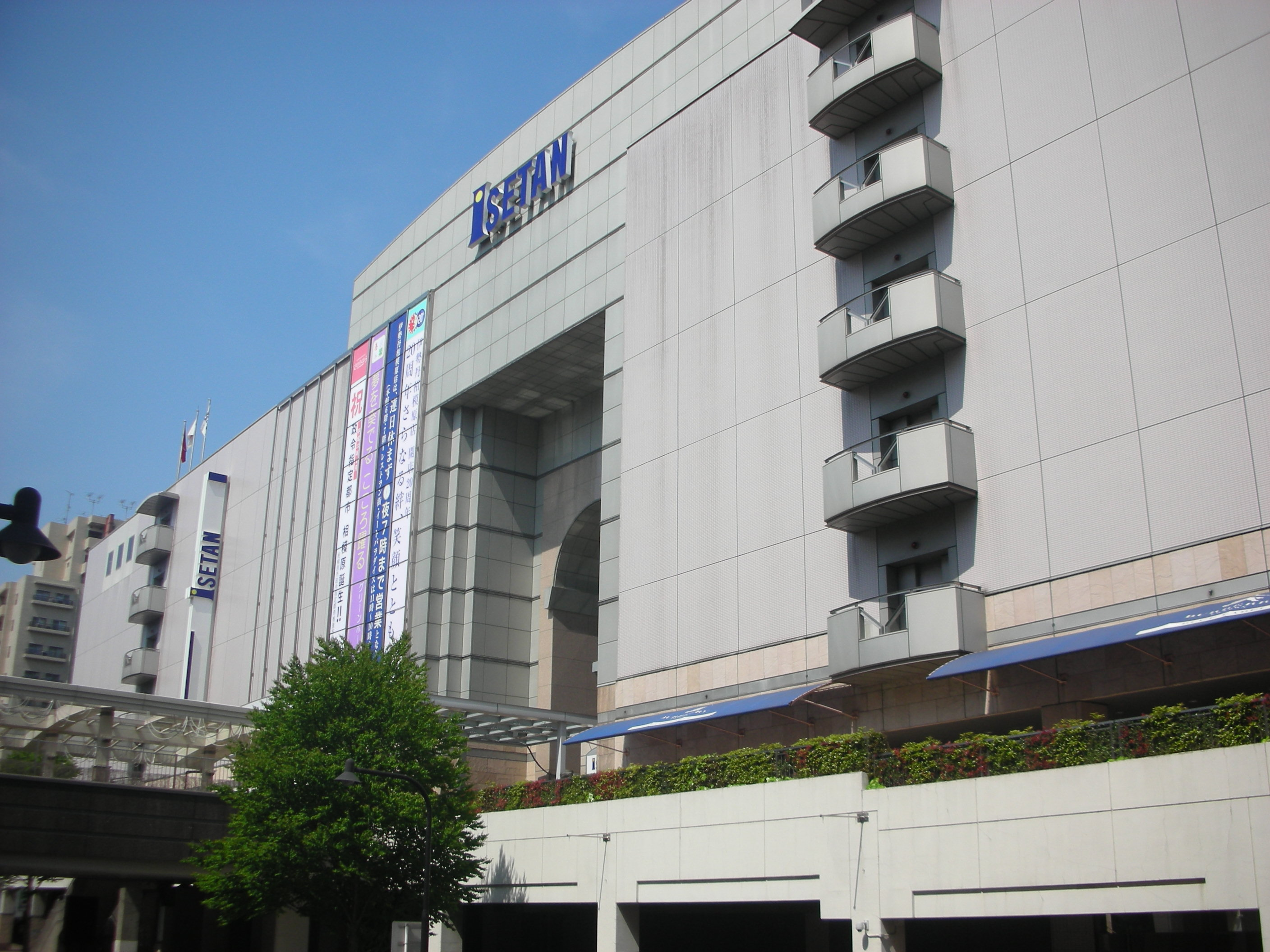
撮影が行われた伊勢丹相模原店本館。（2019年閉店、2021年解体）

ストーリーは以前に放送された『デパート!夏物語』『デパート!秋物語』と基本は同じだが前主人公とヒロインとの恋の行方は描かれていない。
本作では主人公が高嶋政宏から山口達也へ変更となっているが、ヒロインは西田ひかるで変わらず。

## キャスト
- 栗山良太：山口達也

大卒の新人見習い社員。小百合とは高校の同級生。高校の時のあだ名は「元気君」、水泳部
- 鈴木小百合・ナレーター：西田ひかる

デパートのインフォメーションガールのリーダー
- 井上梢：西尾まり

栗山の同期社員。
- 南条雄作：田辺誠一

栗山の同期社員。
- 三田肇：志村東吾

栗山の同期社員。お客様相談室へ駆け込む役
- 河合まりえ：木内美歩

栗山の同期社員。
- 松沢萌：斉藤陽子

店内アナウンスを担当。
- 平林則夫：モト冬樹

お客様相談室社員。お約束の胃薬を吹き出すシーンは健在
- 神崎史子：芦川よしみ

売り場係長
- 秋月譲治：小林健
- 大倉武彦：船越英二

お客様相談室室長。
- 鈴木哲男：小林稔侍

小百合の父。お客様相談室課長。
- 麻生春子：阿知波悟美

お客様相談室社員。
- 長谷川初範
- 石丸謙二郎
- 坂下千里子
- 山下容莉枝

### ゲスト出演者
- 田中律子
- 矢木沢まり
- 西村和彦
- 可愛かずみ
- 井上晴美
- 濱田万葉
- 細川ふみえ
- 今村雅美
- 羽場裕一
- 八木小織
- 辰巳琢郎

- 秋本奈緒美
- 加勢大周
- 藤田朋子
- 田中実
- 原田貴和子
- 渡辺美奈代
- 鳥越マリ
- 布川敏和
- 内藤剛志
- 横山道代
- 中山忍
- 西野妙子

## スタッフ
- 脚本：石原武龍、丸山比朗、山上梨香、進藤健二、秋田佐知子、鈴木亜絵美
- 演出：江崎実生、國原俊明、寺山彰男、小島穹
- プロデューサー：野添和子、福富京子、杉川広明
- 音楽：義野裕明
- 制作：大映テレビ株式会社、TBS

## 主題歌
「C'mon3!」
- 歌:西田ひかる
- 作詞:夏目純
- 作曲:羽田一郎
- 編曲:重実徹･斉藤ノブ
- レコード(CD)：ポニーキャニオン
- CD No.PCDA-00753（CDシングル(CDS)、オリジナルカラオケ付き）

## サブタイトル
1. 本当ッ！婦人服売場のないしょ話!!
2. 集団ニューハーフ様！店内は大騒ぎ!!
3. どーする！水着を着ない女のナゾ？
4. もうカンベン！店員泣かせのごねるヤンママ様!!
5. いらっしゃいませ！集団万引き様!!
6. いらっしゃいませ！夫婦ゲンカでなぐり込み!!
7. いらっしゃいませ！ナンパのお客様!!
8. お色気？お客様を気絶させた大事件!!
9. 女・家庭教師のあぶない買い物!!
10. 店員はお客様と危険な恋をする!!
11. 店員も目をまわす！女子高生恋ドロボー
12. 友情に泣いた！店員最後の大トラブル!!

| TBS系 火曜21時枠（本作までドラマ枠・次番組よりバラエティ枠） | TBS系 火曜21時枠（本作までドラマ枠・次番組よりバラエティ枠） | TBS系 火曜21時枠（本作までドラマ枠・次番組よりバラエティ枠） |
| 前番組                                                       | 番組名                                                       | 次番組                                                       |
| ------------------------------------------------------------ | ------------------------------------------------------------ | ------------------------------------------------------------ |
| 毎度おジャマしまぁす                                         | 夏!デパート物語                                              | ねる様の踏み絵                                               |